# Ivaí
Ivaí é um município brasileiro do estado do Paraná. O nome do município se deve ao Rio "Ivaí", que é um nome indígena que significa Riacho de Frutos.

## História
Os primeiros habitantes da região do vale do rio Ivaí foram os indígenas, e, posteriormente, com a consolidação da ocupação brasileira na região, há registros de núcleos que se formaram na região que daria origem ao município de Ivaí. Entre esses núcleos, destacam-se dois, São Roque e Rio do Meio, comunidades formadas por quilombolas. Essas populações vieram para a região com tropeiros e chegaram ao Ivaí no século XVIII. As famílias ocuparam esse território e se dedicavam à agricultura de subsistência.
Em 1850 uma expedição de brasileiros guiada por nativos explorou a região visando a criação de novos assentamentos. A partir de 1850 começaram a se estabelecer diversos colonos na região. Os primeiros imigrantes europeus a chegar foram os poloneses, os alemães e os holandeses que fundaram colônias agrícolas. Entre as colônias, estão Tayó (Ipiranga), Ivay e Bom Jardim (Bitumirim). Em 7 de dezembro de 1894 Ipiranga foi elevada à Vila com área desmembrada do município de Ponta Grossa e Conchas.
A Colônia Federal de Ivay foi fundada em 1907. De acordo com dados do censo de 1915, Ivay contava com aproximadamente 2560 austríacos, 590 russos, 471 brasileiros, 84 alemães, 18 holandeses e 5 suíços. No censo de 1918 as informações apontam que na Colônia Federal Ivay viviam 3854 pessoas, entre elas, imigrantes poloneses e ucranianos, vindos da região da Galícia, mas que se registravam como austríacas, alemãs ou russas.
Da união dos distritos de Ivaí e de Bom Jardim do Sul, foi criado o município de Ivaí, sendo emancipado de Ipiranga através da Lei 4.382 de 10 de junho de 1961 e instalado oficialmente em 3 de dezembro de 1961.

## Geografia
Possui uma área é de 607,847 km² representando 0,305 % do estado, 0,1079 % da região e 0,0072 % de todo o território brasileiro. Localiza-se a uma latitude 25°00'39" sul e a uma longitude 50°51'32" oeste, estando a uma altitude de 748 m. Sua população segundo o censo de 2010 é de 12.815 habitantes.
Segundo dados do Instituto Nacional de Meteorologia (INMET), referentes ao período de 1961 a 1967, 1977 a 1992, 1996 a 1999 e a partir de 2001, a menor temperatura registrada em Ivaí foi de −6,3 °C em 6 de agosto de 1963, e a maior de 37,1 °C em 17 de novembro de 1985. Em 24 horas o maior acumulado de precipitação em 24 horas atingiu 184 mm em 1° de agosto de 2011. Outros grandes acumulados iguais ou superiores a 100 mm foram 135,8 mm em 21 de junho de 2013, 130,4 mm em 4 de janeiro de 2015, 128 mm em 2 de junho de 1992, 126,4 mm em 21 de junho de 1991, 119 mm em 20 de fevereiro de 1999, 106,2 mm em 7 de julho de 1983, 102,4 mm em 23 de fevereiro de 2016, 102 mm em 23 de setembro de 2009, 100,9 mm em 11 de outubro de 1983 e 100,7 mm em 7 de junho de 2014. Junho de 2013 foi o mês de maior precipitação, com 422,4 mm, superando o antigo recorde de 422,3 mm em janeiro de 1990.
| Dados climatológicos para Ivaí | Dados climatológicos para Ivaí | Dados climatológicos para Ivaí | Dados climatológicos para Ivaí | Dados climatológicos para Ivaí | Dados climatológicos para Ivaí | Dados climatológicos para Ivaí | Dados climatológicos para Ivaí | Dados climatológicos para Ivaí | Dados climatológicos para Ivaí | Dados climatológicos para Ivaí | Dados climatológicos para Ivaí | Dados climatológicos para Ivaí | Dados climatológicos para Ivaí |
| Mês | Jan                            | Fev                            | Mar                            | Abr                            | Mai                            | Jun                            | Jul                            | Ago                            | Set                            | Out                            | Nov                            | Dez                            | Ano                            |
| --- | ------------------------------ | ------------------------------ | ------------------------------ | ------------------------------ | ------------------------------ | ------------------------------ | ------------------------------ | ------------------------------ | ------------------------------ | ------------------------------ | ------------------------------ | ------------------------------ | ------------------------------ |
| Temperatura máxima recorde (°C) | 35,8                           | 35,9                           | 35,8                           | 32,4                           | 30,2                           | 28                             | 29,1                           | 31,8                           | 34,9                           | 34,8                           | 37,1                           | 34,8                           | 37,1                           |
| Temperatura máxima média (°C) | 28,3                           | 28,2                           | 28,1                           | 25,7                           | 21,9                           | 20,7                           | 21,1                           | 22,9                           | 23,7                           | 25,6                           | 27,2                           | 28,1                           | 25,1                           |
| Temperatura média compensada (°C) | 22                             | 21,8                           | 21                             | 18,9                           | 15,3                           | 13,9                           | 13,8                           | 15,2                           | 16,7                           | 18,8                           | 20,4                           | 21,5                           | 18,3                           |
| Temperatura mínima média (°C) | 17,5                           | 17,5                           | 16,3                           | 14,3                           | 10,8                           | 9,4                            | 8,9                            | 9,6                            | 11,5                           | 14                             | 15,3                           | 16,6                           | 13,5                           |
| Temperatura mínima recorde (°C) | 9                              | 8,7                            | 3                              | −0,1                           | −4,6                           | −5,9                           | −4,4                           | −6,3                           | −3                             | 2,4                            | 4,6                            | 6,9                            | −6,3                           |
| Precipitação (mm) | 202                            | 128,7                          | 133,1                          | 114,1                          | 154,8                          | 96,5                           | 118,3                          | 85,8                           | 152,1                          | 176,3                          | 126,6                          | 151,3                          | 1 639,6                        |
| Dias com precipitação (≥ 1 mm) | 13                             | 11                             | 9                              | 9                              | 8                              | 6                              | 7                              | 6                              | 9                              | 11                             | 10                             | 12                             | 111                            |
| Umidade relativa compensada (%) | 79,9                           | 80,6                           | 79,7                           | 81,7                           | 83,7                           | 83,7                           | 80,1                           | 73,3                           | 73,4                           | 75,5                           | 74,5                           | 76,5                           | 78,6                           |
| Insolação (h) | 179,6                          | 169,1                          | 192,4                          | 165,8                          | 164,4                          | 140,4                          | 159,5                          | 197,4                          | 160,6                          | 166,2                          | 191,6                          | 178,1                          | 2 065,1                        |
| Fonte: Instituto Nacional de Meteorologia (INMET) (normal climatológica de 1981-2010; recordes de temperatura: 01/01/1961 a 19/12/1967, 01/02/1977 a 28/11/1992, 01/01/1996 a 31/12/1999 e a partir de 20/08/2001) |                                |                                |                                |                                |                                |                                |                                |                                |                                |                                |                                |                                |                                |

## Demografia
Dados do Censo - 2010
População total: 12.815
- Urbana: 4.629
- Rural: 8.186
- Homens: 6.684
- Mulheres: 6.131

Índice de Desenvolvimento Humano (IDH-M): 0,651
- IDH-M Renda: 0,654
- IDH-M Longevidade: 0,791
- IDH-M Educação: 0,534

### Etnografia
A população é composta por diversas etnias, sendo principalmente descendentes de ucranianos, poloneses, italianos e alemães, além de africanos e indígenas.
| Etnias  |       |
| ------- | ----- |
| Branca  | 83,0% |
| Parda   | 14,7% |
| Negra   | 2,1%  |
| Amarela | 0,2%  |

Fonte: IPARDES

## Economia
A economia do município baseia-se no setor primário com destaque para a agropecuária, com destaque entre os produtos agrícolas para as lavouras de soja, milho, feijão, fumo e trigo. Destacam-se também os rebanhos suíno (corte) e bovino (gado de corte e leiteiro) e a produção de mel de abelha. A extração da erva-mate é uma atividade significativa, representando uma das importantes fontes de renda de Ivaí. Também possui uma indústria de papéis e embalagens na localidade de Palmital (localidade do município de Ivaí).

## Esportes
As modalidades esportivas que possuem destaque no município são o futsal e o handebol. No futsal o Ivaí Esporte Clube participou em 2013 do Campeonato Paranaense de Futsal de 2013 terminando na 15ª colocação. O handebol é uma das modalidades esportivas mais praticadas nas escolas do município. Foi em Ivaí que a atleta da seleção brasileira campeã mundial de handebol Deonise Cavaleiro deu seus primeiros passos no esporte. O município também já foi sede do JOCOP'S (Jogos Colegiais do Paraná).

## Educação
Em 2013, alunos do município tiveram ótimo desempenho entre as escolas públicas do Paraná nas disciplinas de Língua Portuguesa e Matemática.

## Transporte
O município de Ivaí é servido pelas seguintes rodovias:
- BR-487, a Estrada Boiadeira, que liga a BR-373 ao Mato Grosso do Sul.
- PR-522, ligando o município à cidade de Imbituva.[17]

## Cultura

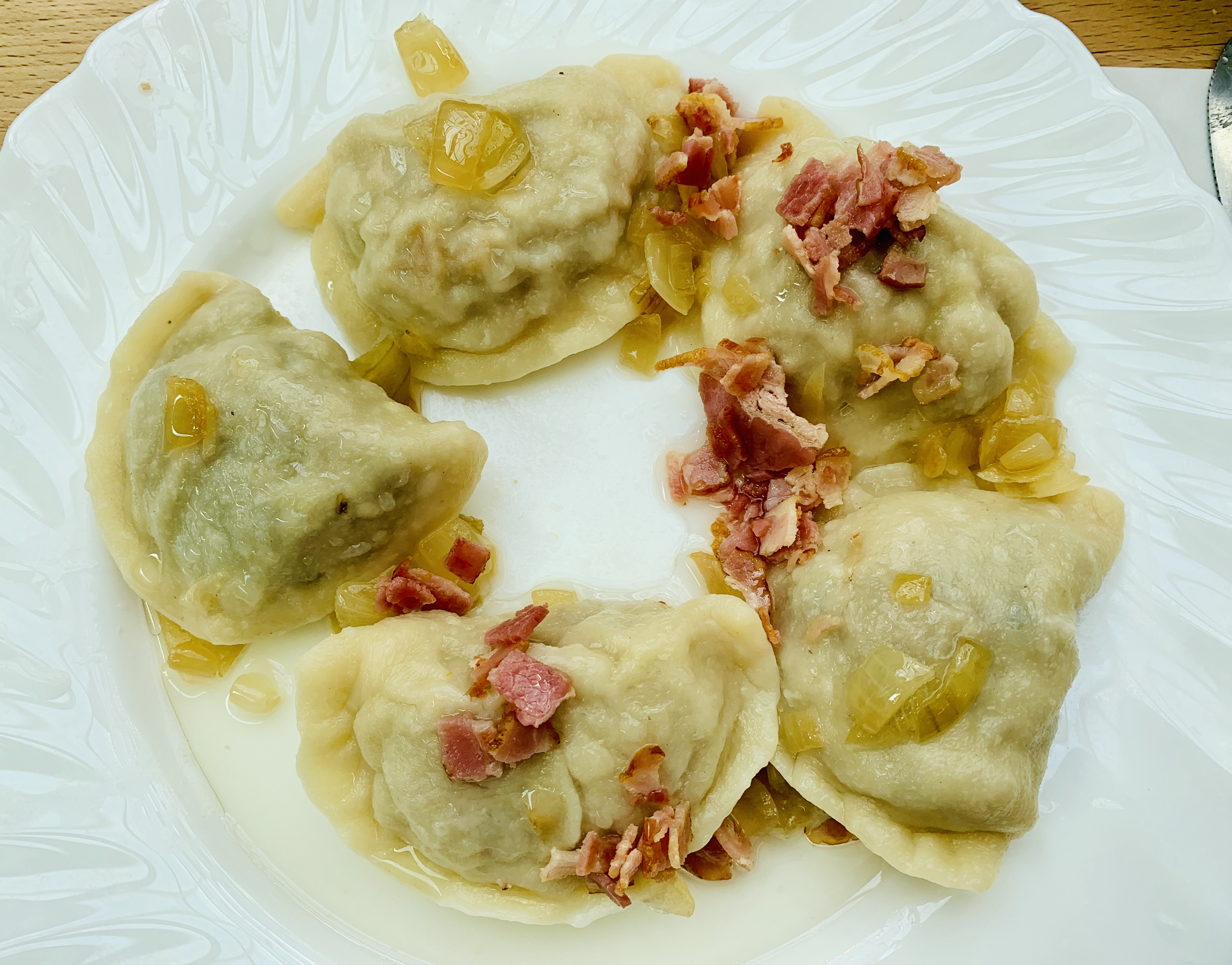
Exemplo de prato servido com uma porção de pierogi, prato típico do município.

Nas comunidades negras tradicionais de Ivaí, se mantém traços culturais próprios da identidade afro-brasileira, como a religiosidade, música e culinária, além do sistema de técnicas coletivas de agricultura, aplicadas no roçado, no plantio ou na colheita.

### Culinária
O prato típico do município de Ivaí é o pierogi (ou perohê em polonês). Apesar de possuir variações, em Ivaí é conhecido como pierogi e chegou no município através dos imigrantes eslavos vindos da região da Galícia. A tradição de comer pierogi se manteve entre a comunidade e é comum encontrar opções com recheio de batata e requeijão, servidas com repolho.

## Administração
- Prefeito: Idir Treviso (2020/2024)[20]
- Vice-prefeito: Orli de Cristo[20]

Juridicamente, o município pertence à Comarca de Imbituva.